# رجوعية

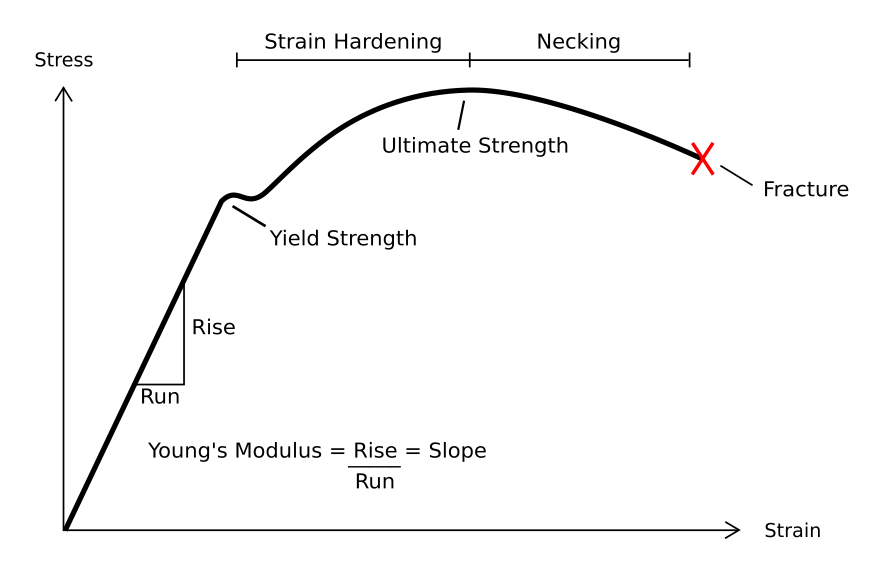

الرجوعية (بالإنجليزية: Resilience)‏ هي قياس لقدرة المواد على امتصاص وتحرير طاقة الانفعال المرن. وبكلام آخر هي الطاقة العظمى في واحدة الحجم التي يمكن تخزينها بمرونة. وتعرف بمعامل الرجوعية، {\displaystyle U_{r}}، الذي يمثل بالمساحة تحت الجزء المرن من منحني الإجهاد-الانفعال. هذه المساحة المثلثة لها القيمة {\displaystyle U_{r}={\frac {\sigma ^{2}}{2E}}=0.5\sigma \epsilon =0.5\sigma ({\frac {\sigma }{E}})}، حيث {\displaystyle \sigma } هو إجهاد الخضوع، E هو معامل يونغ، و {\displaystyle \epsilon } هو انفعال.